# Жуан Алваріш
Жуа́н А́лваріш (порт. João Álvares, ?– 1470 (1490)) — португальський монах-бенедиктинець, хроніст, перекладач. Брат-священик Авіського ордену. Абат Пасу-де-Созького монастиря (з 1461). Народився у Торреш-Новаші, Португалія. Працював секретарем і сповідником португальського інфанта Фернанду Блаженного. Разом із ним взяв участь у Танжерському поході (1437), що закінчився катастрофою. Супроводжував Фернанду до марокканського полону, страждав разом із ним у в'язниці, засвідчив його смерть (1443). Після викупу з тюрми (1448) відвідав Марокко, аби забрати рештки покійного господаря (1450). Виконував дипломатичні місії португальського двору у Фландрії (1467) і Римі (1470). Помер у Португалії. Автор «Хроніки про інфанта Фернанду» (бл. 1460). Також — бра́т Жуа́н А́лваріш (порт. Frei João Álvares).

## Біографія
Жуан Алваріш народився в Торреш-Новаші, Португалія. Точна дата його народження невідома. У юності він прийняв чернецтво і став священиком Авіського ордену святого Бенедикта. Жуан служив адміністратору цього ордену, інфантові Фернанду, наймолодшому синові португальського короля Жуана І. Він був секретарем і сповідником інфанта.
Восени 1437 року Жуан супроводжував Фернанду в Танжерському поході до Марокко. Похід закінчився поразкою португальців і укладанням принизливого договору. Гарантом виконання останнього став інфант Фернанду, відданий марокканцям у заручники. Жуан не покинув свого господаря, слідував за ним до полону в Асілі, а з 1438 року — жив разом із ним в'язниці у Фесі. 1443 року він засвідчив мученицьку смерть інфанта у тюрмі. 
1448 року Жуан звільнився за викуп і повернувся на батьківщину. 1450 року він знову приїхав до Марокко, щоб викупити інших португальських полонених і забрати останки Фернанду. 
Близько 1451 року, на прохання Енріке Мореплавця, організатора злощасного походу, Жуан почав писати хроніку про життя Фернанду. Він мислив її як агіографічний твір, який завершив близько 1460 року. Хроніка була опублікована лише через півстоліття, 1527 року в Лісабоні, з правками Єроніма Лопеша. Виклад подій, свідком яких був автор, сильно розрізнився від офіційної історії королівського хроніста Руя де Піни.
1461 року Жуана призначили абатом бенедиктинського монастиря в Пасу-де-Соза у Північній Португалії. Він докорінно змінив обитель, урегулювавши правила життя розніженої братії. Новий абат встановив жорстку економію господарчих ресурсів, а самих ченців змусив займатися фізичною працею і перекладами. Жуан особисто переклав декілька релігійних праць з латини на португальську, зокрема «Статут святого Бенедикта», «Проповіді братів», першу книгу трактату «Про наслідування Христа» Томи Кемпійського тощо. Його рукописні праці та папери були втрачені під час ліквідації самого монастиря в 1834 році. До нас дійшло лише 3 листи абата, що зберігаються в Тібайнському монастирі.
Жуан також виконував дипломатичні доручення португальського двору й Ордену. Зокрема, 1467 року він супроводжував португальську інфанту Ізабелу до Фландрії, а 1470 року відвідав Рим, де випрошував індульгенції учасникам меси в Церкві святого Антонія з нагоди мученицької загибелі інфанта Фернанду. 
Точна дата смерті Жуана невідома. За одними джерелами він помер у Португалії після 1470 року, за іншими — близько 1490 року.

## Праці
- Трактат про життя і дуже доброчинні діяння сеньйора інфанта, пана Фернанду (Tratado da vida e dos feitos do muito vertuoso Senhor Infante Dom Fernando), 1460.